# لغويات تطبيقية

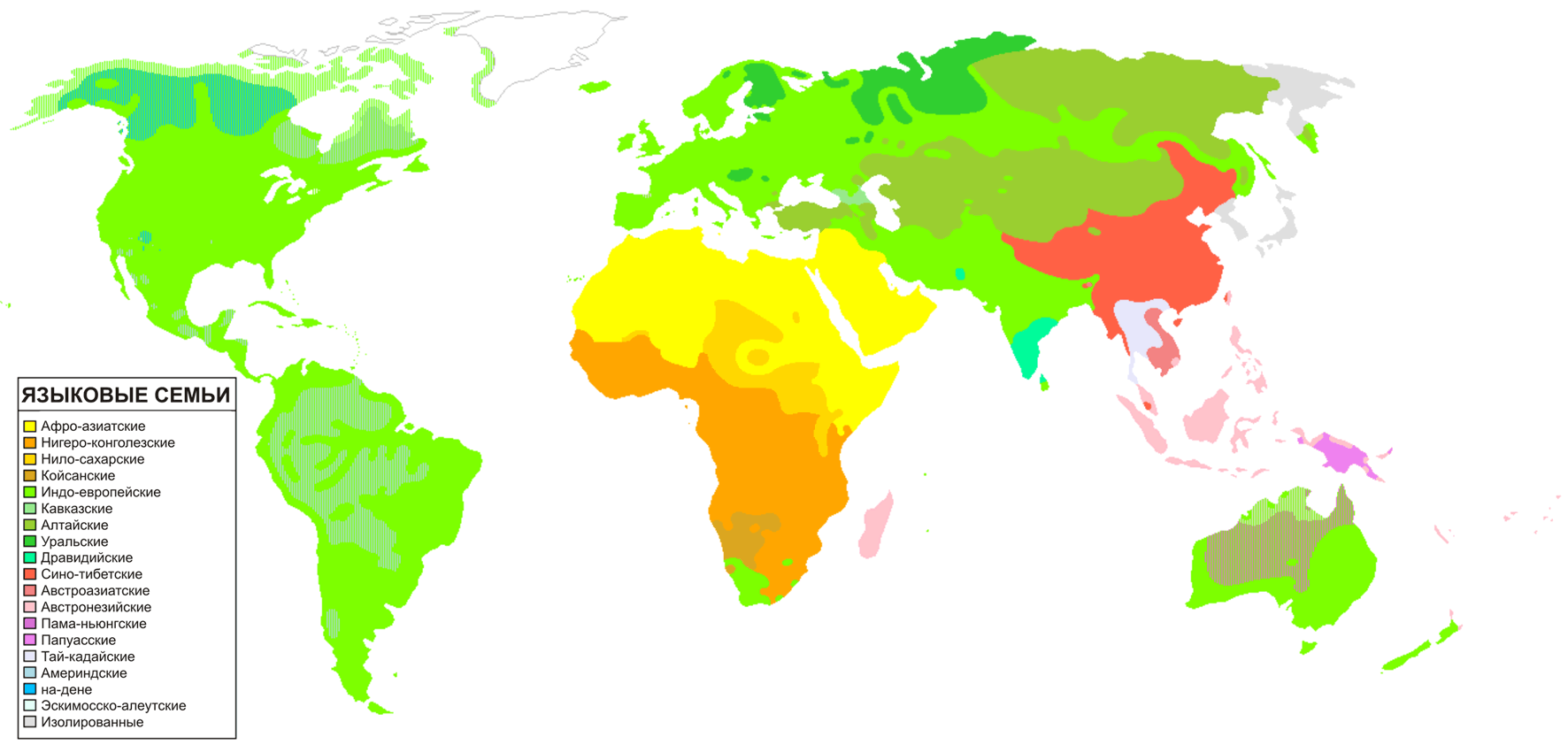

اللسانيات التطبيقيةُ أو (علم اللغة التطبيقي) هو فرعٌ من فروع اللسانيات «أي علم اللغة»، وهذا الفرعُ يعنى بتطبيق النظريات اللغوية ومعالجة المشكلات المتعلقة باكتساب اللغة الأولى والثانية وتعليمها. كما يعنى هذا الحقل بالتحليل التقابلي بين اللغات للإفادة منه في تحسين ظروف تعلم اللغات وتدريسها. تأثر هذا الحقل من اللسانيات بنظريات العالم اللغوي الأمريكي المعروف «ناعوم تشومسكي»، وخاصة نظرية النحو الكلي "Universal Grammar" والتي تفسر قدرة الإنسان على اكتساب أي لغة بشرية بغض النظر عن عرقه أو لونه أو معتقده أو ديانته، ومن ثم محاولة توظيف هذه النظرية في سبيل الوصول إلى فهم أكثر لعملية الاكتساب اللغوي. ويعد عقد التسعينيات من القرن العشرين هو عقد ازدهار حقل اللسانيات التطبيقية؛ إذ أصبح حقلاً مستقلاً عن اللسانيات النظرية "Theoretical Linguistics"، وأصبحت كثير من الجامعات تقدم برامج للدراسات العليا المتخصصة باللسانيات التطبيقية كما أصبح هناك كثير من المراكز والمنظمات التي تعنى بهذا الحقل كالجمعية الأمريكية للسانيات التطبيقية، ومركز اللسانيات التطبيقية بالولايات المتحدة وغيرها من المنظمات بأمريكا والمملكة المتحدة.
حقل اللسانيات التطبيقية يتقاطع مع فروع أخرى للمعرفة ومن هذه الفروع بالإضافة إلى اللسانيات، هناك علم الإنسان "Anthropology" وعلم النفس "Psychology" والتربية والتعليم "Education" وكذلك علم الإدراك "The Cognitive Science" ويحاول توظيف كل ما تنتجه فروع المعرفة هذه لصالح تعلم اللغات واكتسابها بين البشر.

## فروعه
يتفرع عن هذا العلم مجموعة من العلوم، ومنها ثنائية وتعدد اللغات، استخدام الحاسب للتواصل (CMC)، تحليل الحوار، علم اللغة التقابلي، لغة الإشارة، اختبارات اللغة، محو الأمية (القراءة والكتابة)، تحليل الخطاب، طرق تعليم اللغة التربوية، تعليم اللغة الثانية، دراسة وتطوير المعاجم، التوحيد والتخطيط اللغوي للمجتمعات تعددية اللغة (سياسة اللغة)، البراغماتية (علم تفسير الرموز حسب دلالاتها العقلية)، الطب الشرعي اللغوي، علم اللغة النفسي وعلم اللغة الاجتماعي.

## تاريخه
بدأت اللغويات التطبيقية كعلم مستقل عن اللغويات في أواخر الخمسينات 1950 م وذلك مع ظهور اللغويات التوليدية (generative linguistics) والتي أسسها تشومسكي، وقد عرف هذا العلم بأنه مجموعه القواعد اللغوية الأساسية التي نمتلكها والتي من خلالها نستطيع أن نصنع مجموعة لا متناهية من الجمل.
وقد لعبت اللغويات التطبيقية عند الغرب دورا مهما يدعمه في ذلك موقعه المهم في البحث عن حلول لمشكلات اللغة، ومع أن اللغويات التطبيقية بدأت أولا في أوروبا وأمريكا إلا أنها لاقت رواجا وانتشارا سريعا حول العالم.
في بداية اللغويات التطبيقية اهتم هذا العلم بمبادئ وتطبيقات اللغويات ولم يكن علما مستقلا وقد كان يسمى (تطبيقات لغوية) وفي مطلع الستينيات 1960 تطورت اللغويات التطبيقية بما فيها اختبارات اللغة، وعلم سياسة اللغة، واكتساب اللغة الثانية.
وعند بداية السبعينيات 1970 أصبح هذا العلم علما بحثيا وتطبيقا وليس فقط مجرد نظريات وفرضيات.
اما في عصرنا الحاضر فقد توسع هذا العلم ليشمل الدراسات النقدية بالإضافة إلى تعددية اللغة. وقد تحولت أبحاث هذا العلم إلى مجال للتحقيقات التجريبية والنظرية لمشاكل حقيقية تواجه جميع المجتمعات والمدارس والحقول التي تهتم باللغة.

## اللغويات التطبيقية حول العالم
اللغويات التطبيقية في أمريكا:
بدأت اللغويات التطبيقية على نطاق ضيق في الولايات المتحدة الأمريكية حيث بدأ استخدامه كتطبيقات للغويات في المدارس ثم بعد ذلك في مدارس تدريس اللغات. استخدم هذا العلم كتطبيق للغة بواسطة ليونارد بلوومفيلد (Leonard Bloomfield) والذي قام بتطوير هذا العلم لبرنامج خاص للقوات العسكرية خلال الحرب العالمية الثانية يهدف هذا البرنامج إلى تطوير مهارات الجنود خلال تلك الفترة ومنها تطويرهم لفهم اللغات، وأيضا قام بتطبيقه تشارلز فرايز (Charles C. Fries) في معهد تعليم اللغة الإنجليزية (ELI) بجامعة ميتشجان عام 1941. وفي عام 1948 قام نادي الأبحاث بجامعة ميتشجان بإصدار أول مجلة تظهر باسم اللغويات التطبيقية وبعدها في الستينيات بدأ العلم يظهر بهويته المستقلة، وقد ساعد على بناء هذه الهوية وترسيخها الجمعية الأمريكية لعلم اللغة التطبيقي (American Association for Applied Linguistics) وكان ذلك عام 1977.
اللغويات التطبيقية في المملكة المتحدة:
أنشأ في عام 1967 الجمعية البريطانية للغويات التطبيقية (BAAL)ولقد كانت مهمتها دعم وتعزيز التعليم من أي مصدر خيري وذلك من خلال دراسة استخدام اللغة واكتساب وتدريس اللغة وتعزيز التداخل والتعاون بين تلك التخصصات...
اللغويات التطبيقية في أستراليا:
وضعت التطبيقات اللغوية في أستراليا كهدف لتدريس اللغة الأم ولتدريس اللغة كلغة ثانية للمهاجرين ومن خلال دراسة تاريخ هذا العلم وبداياته في أستراليا يظهر لنا جليا التأثير الواضح لأمريكا وأوروبا على هذا العلم في أستراليا وعلى طريقة التعامل معه ودراسته. ومن الجمعيات المعروفة عالميا جمعية اللغويات التطبيقية الأسترالية (ALAA).
اللغويات التطبيقية في اليابان:
أنشئت جمعية اللغويات التطبيقية اليابانية (JAAL) عام 1982 وكان مقرها كلية معلمين اللغة الإنجليزية باليابان حيث كان هدفها ضم أنشطتها ضمن الأنشطة العالمية وهذا بالفعل ما تحقق لهم في فترة وجيزة حيث تم الاعتراف بها كجمعية عالمية في عام 1984 في الجمعية العالمية للغويات التطبيقية (AILA).
اللغويات التطبيقية في ماليزيا:
أنشئت جمعية اللغويات التطبيقية الماليزية (MAAL) عام 2014 وكان مقرها مجمع إدارة البحث والابتكار، جامعة مالايا- ماليزيا حيث كان هدفها ضم أنشطتها ضمن الأنشطة العالمية وهذا بالفعل ما تحقق لهم في فترة وجيزة حيث تم الاعتراف بها كجمعية عالمية وأصبحت عضواَ فاعلاَ في الجمعية العالمية للغويات التطبيقية (AILA).
في العالم العربي:
لا زالت المحاولات خجولة في العالم العربي للبدء في هذا العلم حيث يكاد ينعدم وجود جمعيات متخصصة تدعم وتعلم وتبحث في هذا العلم فعلى المجال الحكومي يوجد مراكز قليلة جدا تهتم بهذا العلم لا تكاد تتجاوز عدد اليد الواحدة ومن أهم هذه المراكز مركز الأمير سلمان للغويات التطبيقية بجامعة الإمام محمد بن سعود في المملكة العربية السعودية أما على المجال الخاص فيوجد بعض الجمعيات التي تمارس دورا لنشر الوعي تجاه هذا العلم ومن أهمها جمعية اللغويين السعوديين  r وجمعية اللغويين والمترجمين المصرية وأيضا هناك جامعات تقوم بتدريس هذا التخصص لمرحلتي البكالوريوس والدراسات العليا :  (جامعة فلسطين الأهلية كبكالريوس وجامعة القدس (أبو ديس) تدرس هذا التخصص للدراسات العليا.
وجامعة الأميرة نورة بنت عبدالرحمن في السعودية لمرحلة البكالريوس.
وأيضا يدرس في الجامعة الأردنية لمرحلة البكالوريوس، كذلك يدرّس في كلية دار العلوم بجامعة أسوان لمرحلة الدبلوم الخاص (ما بعد البكالوريوس). 